# Ancien sanctuaire de Meritxell
L'ancien sanctuaire de Meritxell (catalan : santuari vell de Meritxell) ou église Sainte-Marie (catalan : església de Santa Maria) est une ancienne chapelle romane située à Meritxell dans la paroisse de Canillo, en Andorre. 
La nuit du 8 au 9 septembre 1972, un incendie détruit une grande partie de l'église. Les ruines restantes de l'incendie furent réhabilitées et, depuis 1994, la chapelle est le cadre de l'exposition Meritxell Memòria à côté du nouveau sanctuaire.
Depuis 2003, l'ancien sanctuaire est protégé comme bien d'intérêt culturel de l'Andorre.

## Historique
L'église romane du XIIe siècle était formée d'une seule nef et dont il reste des traces d'une abside semi-circulaire à l'est et d'un mur à l'ouest,.
Construite sous le patronage marial, l'église conservait une statue romane de la Vierge de Meritxell, intronisée avec l'Enfant Jésus sur les bras, datant du XIIe siècle, qui devint par la suite la sainte patronne des Vallées andorranes. Aux alentours du XVIe siècle, un retable gothique dédié à sainte Marie est installé.
Vers 1658, une nouvelle église baroque est bâtie qui en grande partie correspond à l'édifice actuel. Plus large, elle a été orientée transversalement nord au sud, avec un clocher-mur à double baie et un porche sur le côté sud. Trois nouveaux retables monumentaux baroques étaient voués aux saints en vigueur à l'époque.
La vénération toute particulière à la Vierge de Meritxell a entrainé une modification du chevet au XIXe siècle pour y rajouter une niche afin de rendre plus accessible la statue de la Vierge romane. En 1866, le peintre Josep Oromí i Muntada  décore l'intérieur avec des peintures murales à la façon horror vacui. Le 24 octobre 1873 le Conseil général proclame officiellement la Vierge de Meritxell « sainte patronne et protectrice spéciale de la Principauté d'Andorre ». 
Le patronage de la Mare de Deu sur toute la Principauté est confirmé solennellement par le pape Pie X le 13 mai 1914. L'époque rendant difficile l'instauration du premier pèlerinage au sanctuaire, ce n'est qu'en 1921, sous le pontificat de Benoît XV, qu'a lieu le couronnement canonique, célébré par une fête de grande envergure le 8 septembre.
L'incendie du sanctuaire de Meritxell, dans la nuit du 8 au 9 septembre 1972 après la journée de l'aplecs, détruisit l'édifice et tout ce qui se trouvait à l'intérieur dont la prestigieuse statue. La réaction populaire fut un grand émoi.
En 1974, l'atelier d'architecture de Ricardo Bofill présente un projet d'un nouveau sanctuaire au sud de l'ancien qui fut inauguré en 1976 après quelques simplifications.
Des fouilles ont été réalisées en 1991 dans l'église et le cimetière. Elles ont permis de découvrir l'église romane primitive.
La réhabilitation de l'ancien sanctuaire démarra en 1994 avec la réalisation de l'exposition commémorative permanente Meritxell Memòria.
Dans le cadre de l'intégration du sanctuaire de Meritxell à la Ruta Mariana (Route mariale), une nouvelle statue de la Vierge de Meritxell réalisée par l'artiste Ingrid Forell a été placée dans l'église le 30 mai 2014. Ainsi les fidèles peuvent à nouveau prier la Vierge entre ses murs, comme cela était pratiqué pendant des siècles.

## Description
L'ancien sanctuaire est situé au nord du petit village de Meritxell entre Canillo et Encamp dans le site du sanctuaire moderne.
L'église actuelle a un plan rectangulaire d'environ 26 m de long et 9,5 m de large, orientée sud-nord, une abside carrée, un toit à deux pans, un clocher-mur à deux baies et un porche à 3 ouvertures accolé au mur sud. 
La porte s'ouvre dans le mur sud et est encadrée de deux fenêtres de part et d'autre éclairant l'intérieur de la nef. Deux bénitiers en granite monolithiques flanquent la porte d'entrée. Une autre fenêtre au sommet éclaire le chœur baroque en bois. La nef a des fenêtres plus petites et le chœur est éclairé par trois fenêtres ouvertes sur le mur nord et une sur le mur ouest. La toiture de la nef et du chœur est à pignon et repose sur cinq arcs toriques. 
L'intérieur de la nef, à la suite de l'incendie et des restaurations ultérieures, conserve très peu de témoignages de sa décoration picturale ancienne et de son mobilier baroque ; seule la grille de fer qui sépare les espaces de la nef et de l'abside est encore présente.

## L'expositionMeritxell Memòria
L'entrée de l'exposition est une scénographie d'un églantier fleuri en plein mois de janvier, pendant une grande chute de neige, qui, selon la légende, protégeait la statue de la Vierge de Meritxell.
Des vitrines inspirées des formes des retables servent à expliquer l'histoire du village, le patronage et l'incendie, ainsi qu'à exposer des pièces ayant survécu à l'incendie, comme les couronnes de la Vierge et de l'Enfant ou des restes de bois brûlé des retables de la chapelle.
Les trois retables ont été remplacés par des reproductions photographiques grandeur nature, en noir et blanc.

## Galerie de photographies

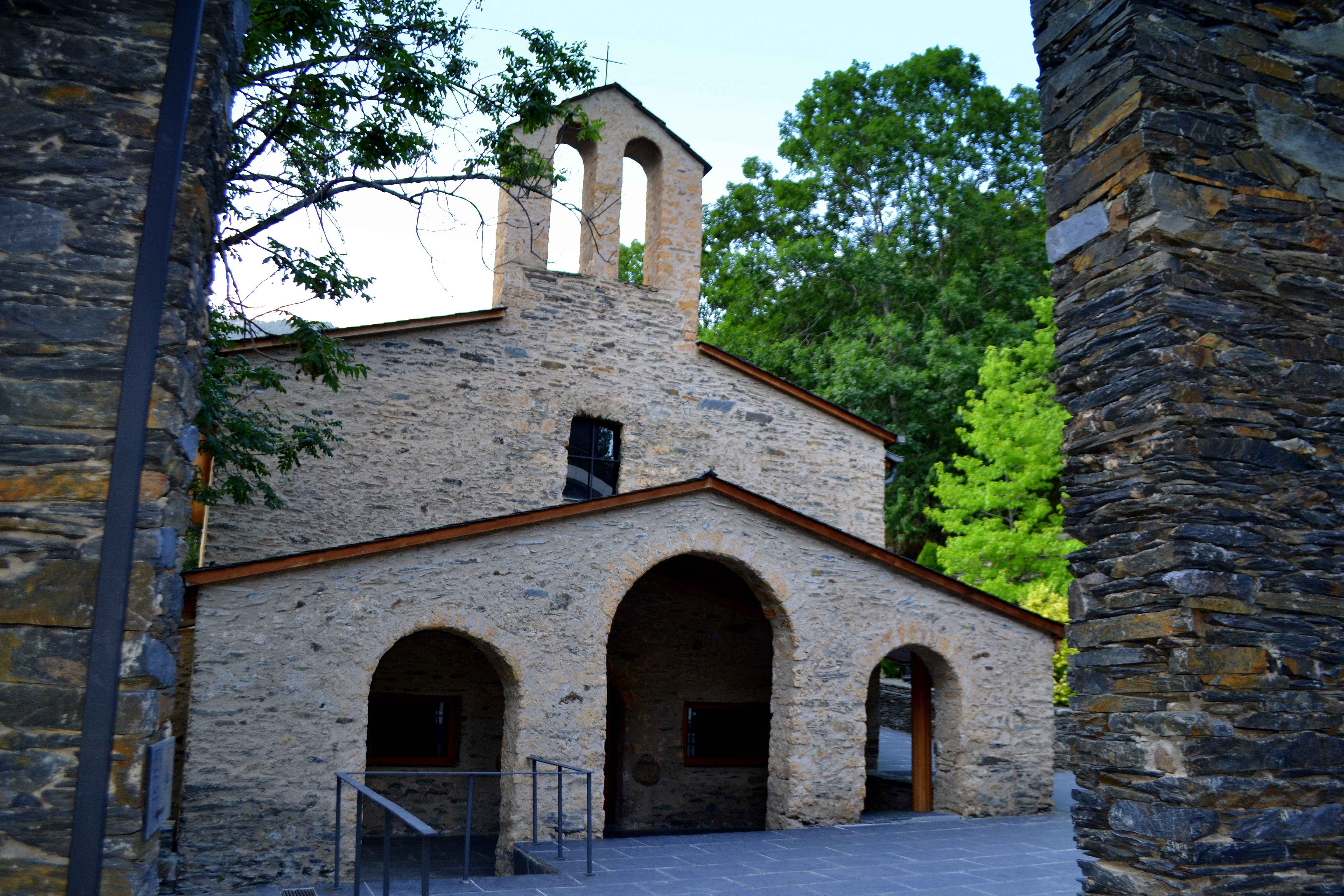
Porche et clocher-mur au sud
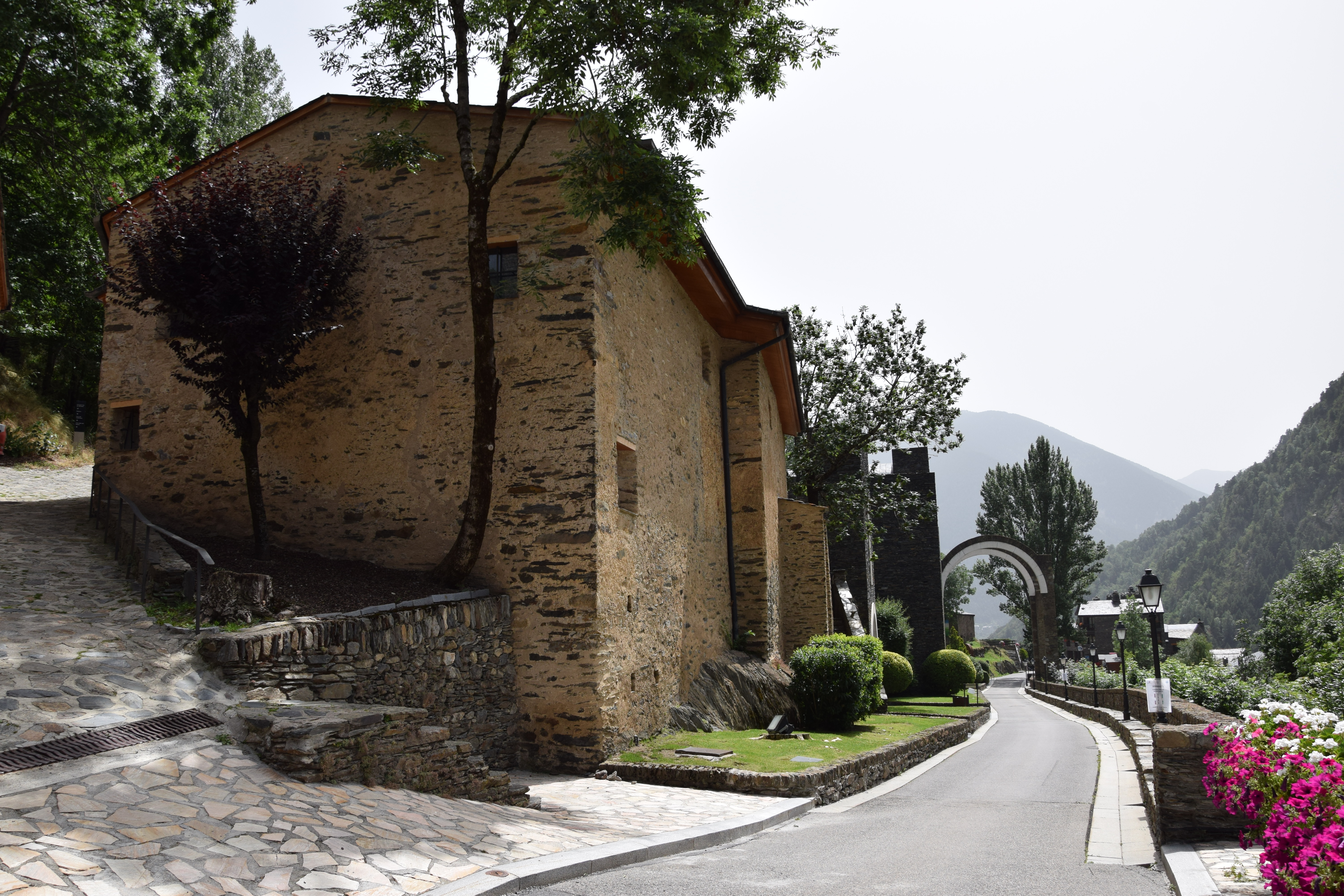
Façades nord et ouest
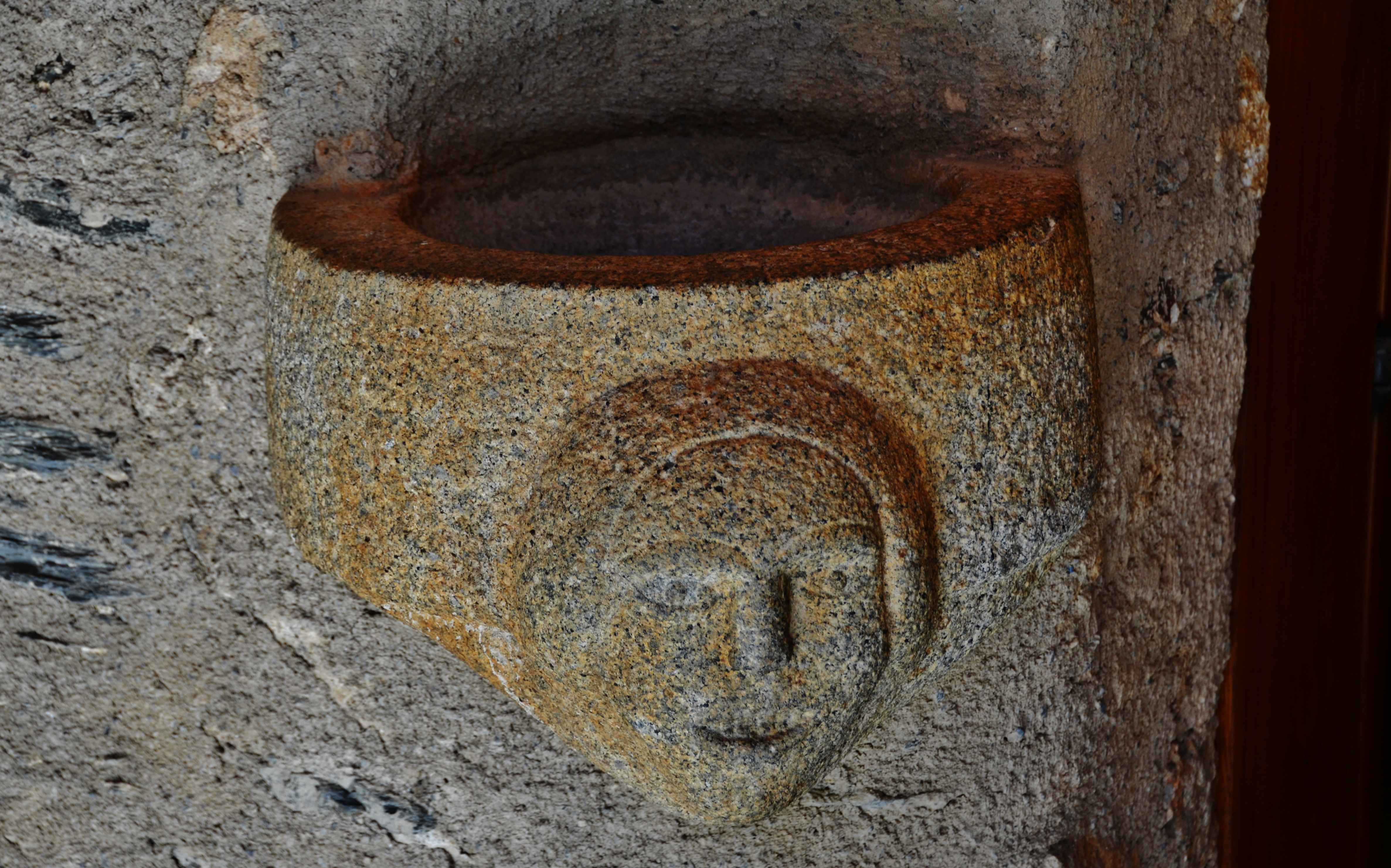
Bénitier en granite flanquant la porte d'entrée
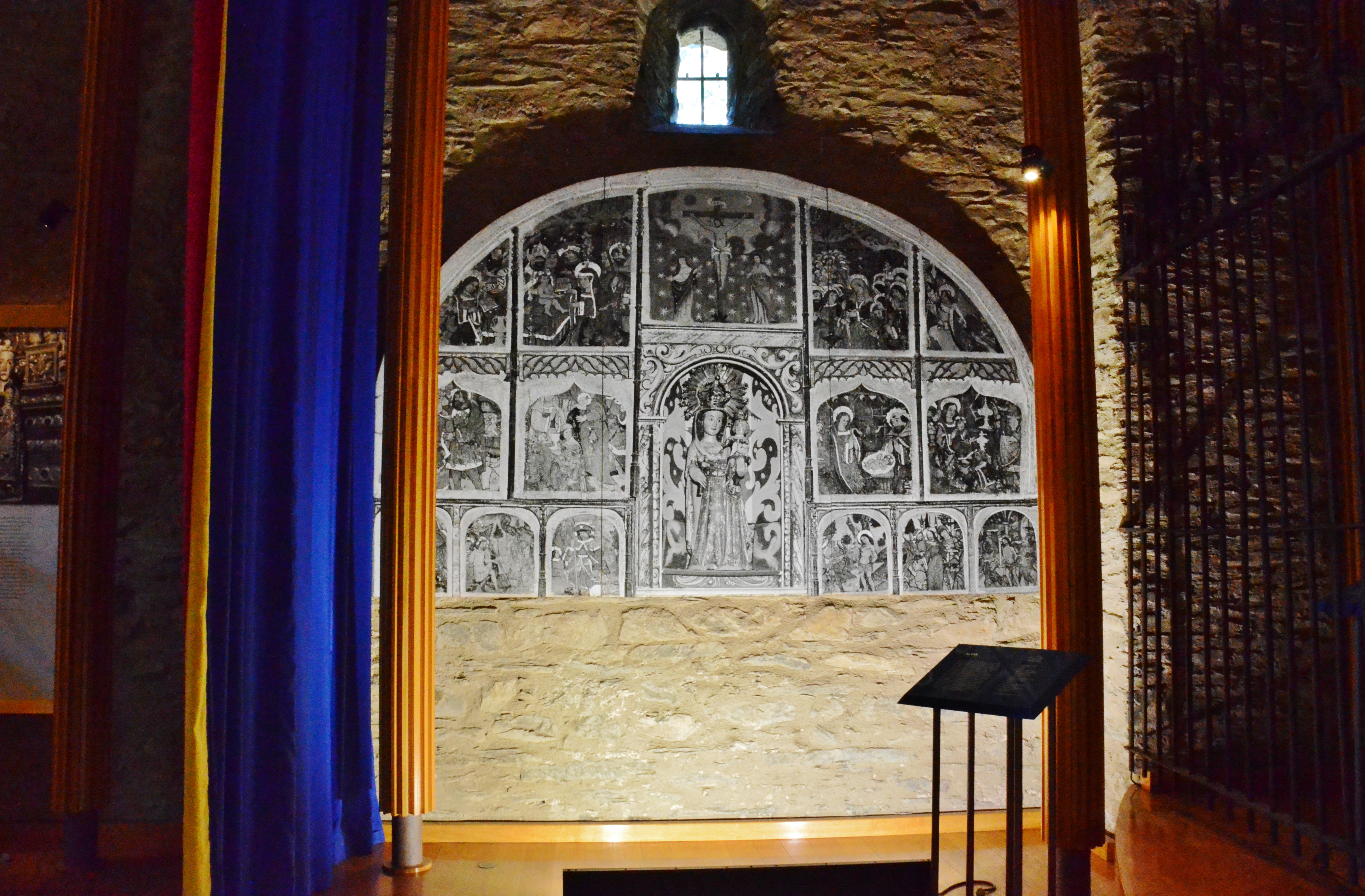
Reproduction d'un retable baroque
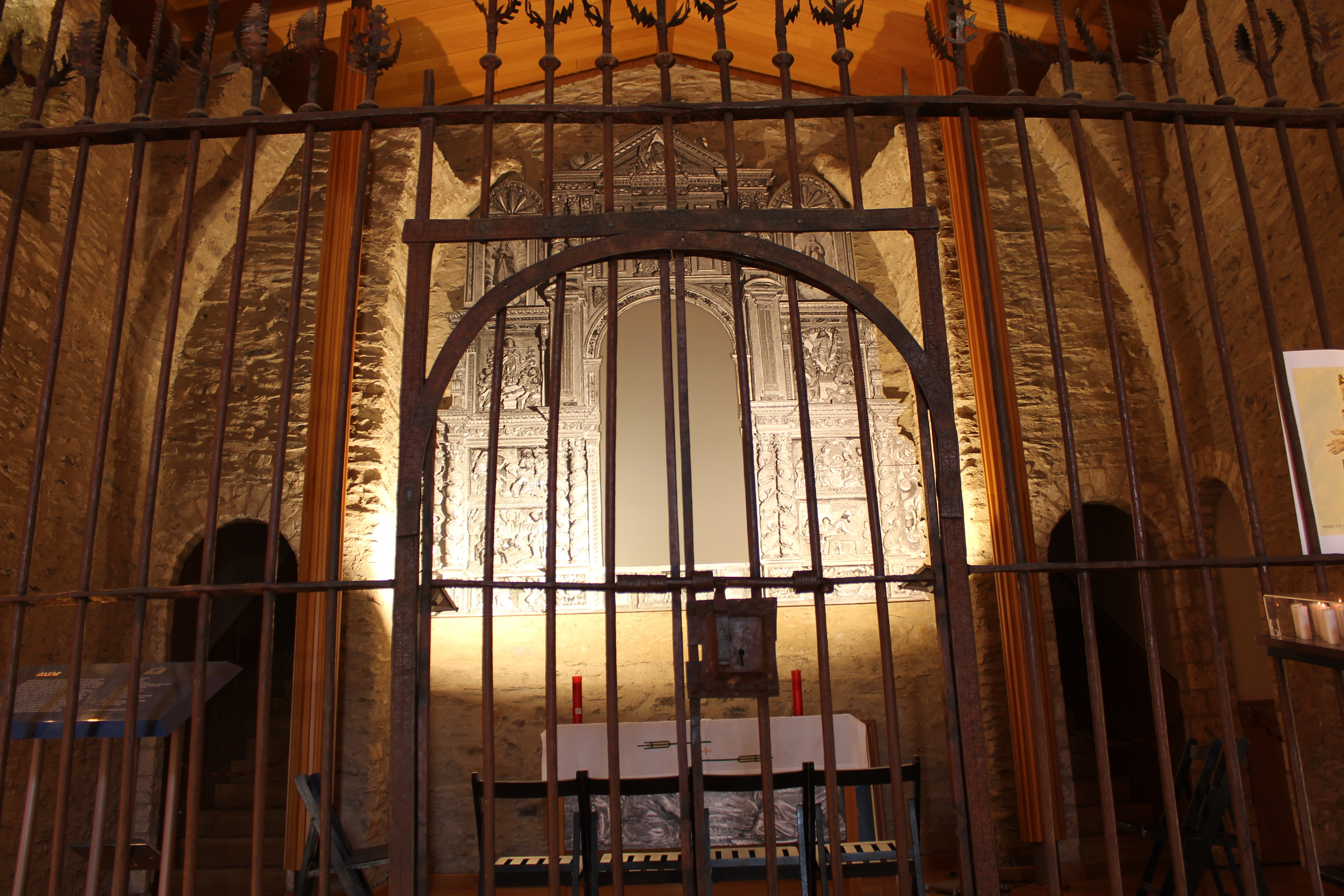
Grille de fer devant une reproduction d'un retable